# Sparysoma kreteńska
Sparysoma kreteńska (Sparisoma cretense) – gatunek ryby z rodziny skarusowatych (Scaridae).

## Występowanie
Występuje w północnym Atlantyku od Portugalii do Wysp Kanaryjskich i wzdłuż wybrzeża Afryki do Senegalu, wokół Azorów, Madery, również w Morzu Śródziemnym, zwłaszcza w jego wschodniej części.
Ryba żyjąca w płytkich wodach, zazwyczaj u skalistych wybrzeży, także na łąkach trawy morskiej na głębokości do 50 m. Występuje w niewielkich stadach lub w grupach po 3–4 osobniki, w których występują obie formy ubarwienia.

## Opis
Samiec dorasta maksymalnie do 25 cm, samice do 18 cm. Ciało owalne, silnie bocznie spłaszczone. Otwór gębowy mały z mięsistymi wargami. Uzębienie w obu szczękach, wszystkie zęby zrośnięte tworzące rodzaj tzw. papuziego dziobu. Zęby gardłowe zrośnięte w silne płytki żujące. Łuski bardzo duża, koliste, wzdłuż linii bocznej od 23 do 25. Płetwa grzbietowe długa, niepodzielona, podparta 10 twardymi i 10 miękkimi promieniami. Płetwa odbytowa podparta 2 twardymi i 10 miękkimi promieniami.
Ubarwienie w dwóch formach (prawdopodobnie związanych z dymorfizmem). Pierwsza forma: ciało szare z pojedynczą, dużą czarną plamą za pokrywą skrzelową a druga ciało czerwone z dużą szarą plamą za głową i duża żółta plama na pokrywie skrzelowej i na trzonie ogonowym. Tęczówka oka w obu formach żółta.

## Odżywianie
Odżywia się glonami i małymi bezkręgowcami, które zeskrobuje z podłoża silnym dziobem i miażdży płytkami gardłowymi.

## Rozród
Biologia rozrodu jest słabo poznana.